# Eupelmus pelodes
Eupelmus pelodes är en stekelart som beskrevs av Perkins 1910. Eupelmus pelodes ingår i släktet Eupelmus och familjen hoppglanssteklar. Inga underarter finns listade i Catalogue of Life.